# Karol Wirtemberski
Karol Fryderyk Aleksander Wirtemberski (ur. 6 marca 1823 w Stuttgarcie, zm. 6 października 1891 tamże) – król Wirtembergii.
Był jedynym synem króla Wilhelma i jego trzeciej żony-kuzynki Pauliny Wirtemberskiej. Studiował w Tybindze i Berlinie.
Po śmierci ojca 25 czerwca 1864, Karol został królem. Jego koronacja odbyła się 12 lipca 1864. W tym samym roku nadał prasie i związkom swobodę. W 1866 wystąpił ze Związku Niemieckiego.
W 1870 Stuttgart odwiedził cesarz Rosji – Aleksander II Romanow. Jako ostatni niemiecki władca przystąpił do związku północnoniemieckiego. W 1871 przystąpił do Cesarstwa Niemieckiego. W 1888 wybuchł skandal, gdy ujawniono homoseksualny związek króla z Charlesem Woodcookiem. Król zmarł w 1891.

## Małżeństwo
W 1846 poznał wielką księżną Olgę Nikołajewną – córkę cesarza Rosji – Mikołaja I. Ślub młodej pary odbył się 13 czerwca 1846, w Sankt Petersburgu. 23 września para wjechała uroczyście do Stuttgartu, gdzie zamieszkała w Willi Berg. Karol i Olga Nikołajewna nie mieli potomstwa – prawdopodobnie z powodu homoseksualizmu przyszłego króla. W 1870 adoptowali jednak Werę Konstantynowną, córkę brata Olgi – Konstantego Mikołajewicza Romanowa i jego żony – Aleksandry Józefówny. Wera poślubiła potem Wilhelma Eugeniusza Wirtemberskiego.

## Odznaczenia
- Wielki Mistrz Orderu Korony (Wirtembergia)
- Wielki Mistrz Orderu Zasługi Wojskowej (Wirtembergia)
- Wielki Mistrz Orderu Fryderyka (Wirtembergia)
- Wielki Mistrz Orderu Olgi – fundator (Wirtembergia)
- Order Świętego Andrzeja, 1829 (Rosja)
- Krzyż Wielki Orderu Wierności, 1830 (Badenia)
- Krzyż Wielki Orderu Lwa Zeryngeńskiego, 1830 (Badenia)[2]
- Krzyż Wielki Orderu Ernestyńskiego, 1841 (Ks. Saksońskie)[3]
- Order Orła Czarnego, 1841; z Łańcuchem, 1861 (Prusy)
- Wielki Komandor Orderu Królewskiego Hohenzollernów, 1876 (Prusy)[4]
- Order Świętego Huberta, 1841[5]
- Krzyż Wielki Orderu Świętego Stefana, 1845 (Austro-Węgry)[6]
- Krzyż Wielki Orderu Sokoła Białego, 1846 (Weimar)[7]
- Krzyż Wielki Orderu Ludwika, 1848 (Hesja)[8]
- Krzyż Wielki Orderu Domowego i Zasługi ze Złotą Koroną, 1853 (Oldenburg)[9]
- Order Świętego Jerzego, 1855 (Hanower)
- Krzyż Wielki Orderu Gwelfów, 1855[10]
- Wielka Wstęga Orderu Leopolda z Mieczami, 1864 (Belgia)[11]
- Order Korony Rucianej, 1864 (Saksonia)[12]
- Krzyż Wielki Orderu Legii Honorowej, 1867 (Francja)[13]
- Order Królewski Serafinów, 1879 (Szwecja)[14]
- Order Annuncjaty, 1882 (Włochy)[15]
- Order Złotego Runa, 1888 (Hiszpania)[16]
- Order Słonia, 1889 (Dania)[17]
- Order Podwiązki, 1890 (Anglia)[18].

## Genealogia
| Prapradziadkowie                                  | książę Brunszwiku Karol I Welf (1713-1780) ∞1733 Filipa Charlotta Hohenzollern (1716-1801)        | książę Walii Fryderyk Ludwik Hanowerski (1707-1751) ∞1736 Augusta Sachsen-Gotha (1719-1772)       | książę Wirtembergii Karol Aleksander Wirtemberski (1684-1737) ∞1727 Maria Augusta von Thurn und Taxis (1706–1756) | książę Wirtembergii Karol Aleksander Wirtemberski (1684-1737) ∞1727 Maria Augusta von Thurn und Taxis (1706–1756) | Fryderyk Wilhelm Hohenzollern (1700-1771) ∞1734 Zofia Dorota Hohenzollern (1719-1765)                          | Fryderyk Wilhelm Hohenzollern (1700-1771) ∞1734 Zofia Dorota Hohenzollern (1719-1765)                          | Karol August Nassau-Weilburg (1685-1753) ∞1723 Augusta Fryderyka Nassau-Idstein (1699–1750) | Wilhelm IV Orański (1711-1751) ∞1734 Anna Hanowerska (1709-1759)                            |
| Pradziadkowie                                     | książę Brunszwiku Karol Wilhelm Welf (1735–1806) ∞ 1764 Augusta Charlotta Hannowerska (1737-1813) | książę Brunszwiku Karol Wilhelm Welf (1735–1806) ∞ 1764 Augusta Charlotta Hannowerska (1737-1813) | książę Wirtembergii Fryderyk Eugeniusz Wirtemberski (1732-1797) ∞1753 Fryderyk Dorota Hohenzollern (1736-1798)    | książę Wirtembergii Fryderyk Eugeniusz Wirtemberski (1732-1797) ∞1753 Fryderyk Dorota Hohenzollern (1736-1798)    | książę Wirtembergii Fryderyk Eugeniusz Wirtemberski (1732-1797) ∞1753 Fryderyk Dorota Hohenzollern (1736-1798) | książę Wirtembergii Fryderyk Eugeniusz Wirtemberski (1732-1797) ∞1753 Fryderyk Dorota Hohenzollern (1736-1798) | Karol Christian Nassau-Weilburg (1735-1788) ∞1760 Karolina Oranien-Nassau (1743-1787)       | Karol Christian Nassau-Weilburg (1735-1788) ∞1760 Karolina Oranien-Nassau (1743-1787)       |
| Dziadkowie                                        | Augusta Karolina Welf (1764–1788) ∞1780 król Wirtembergii Fryderyk I Wirtemberski (1754-1816)     | Augusta Karolina Welf (1764–1788) ∞1780 król Wirtembergii Fryderyk I Wirtemberski (1754-1816)     | Augusta Karolina Welf (1764–1788) ∞1780 król Wirtembergii Fryderyk I Wirtemberski (1754-1816)                     | Augusta Karolina Welf (1764–1788) ∞1780 król Wirtembergii Fryderyk I Wirtemberski (1754-1816)                     | Ludwik Wirtemberski (1756-1817) ∞1795 Henrietta Nassau-Weilburg (1780-1857)                                    | Ludwik Wirtemberski (1756-1817) ∞1795 Henrietta Nassau-Weilburg (1780-1857)                                    | Ludwik Wirtemberski (1756-1817) ∞1795 Henrietta Nassau-Weilburg (1780-1857)                 | Ludwik Wirtemberski (1756-1817) ∞1795 Henrietta Nassau-Weilburg (1780-1857)                 |
| Rodzice                                           | król Wirtembergii Wilhelm I Wirtemberski (1781-1864) ∞1820 Paulina Wirtemberska (1800-1873)       | król Wirtembergii Wilhelm I Wirtemberski (1781-1864) ∞1820 Paulina Wirtemberska (1800-1873)       | król Wirtembergii Wilhelm I Wirtemberski (1781-1864) ∞1820 Paulina Wirtemberska (1800-1873)                       | król Wirtembergii Wilhelm I Wirtemberski (1781-1864) ∞1820 Paulina Wirtemberska (1800-1873)                       | król Wirtembergii Wilhelm I Wirtemberski (1781-1864) ∞1820 Paulina Wirtemberska (1800-1873)                    | król Wirtembergii Wilhelm I Wirtemberski (1781-1864) ∞1820 Paulina Wirtemberska (1800-1873)                    | król Wirtembergii Wilhelm I Wirtemberski (1781-1864) ∞1820 Paulina Wirtemberska (1800-1873) | król Wirtembergii Wilhelm I Wirtemberski (1781-1864) ∞1820 Paulina Wirtemberska (1800-1873) |
| Karol Wirtemberski (1823–1891), Król Wirtembergii |                                                                                                   |                                                                                                   | | | | |                                                                                             |                                                                                             |